# Callopistria matilei
Callopistria matilei là một loài bướm đêm trong họ Noctuidae.